# 常宝堃

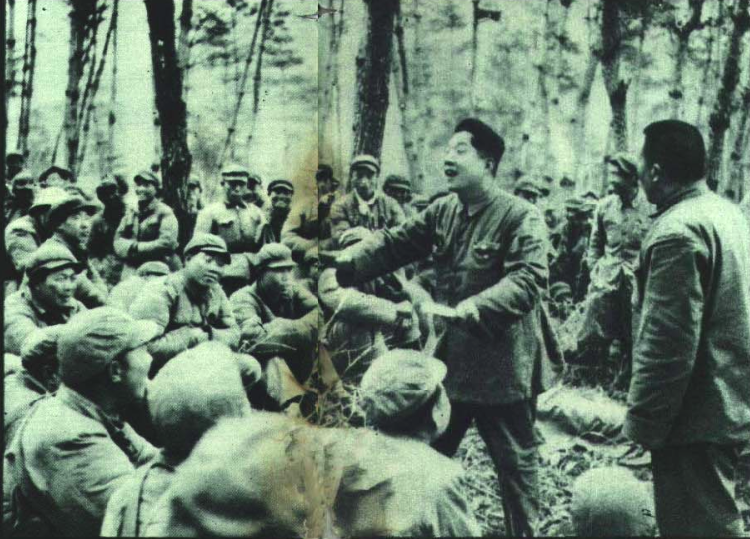
1951年朝鲜战争中慰问团曲艺服务大队，常宝堃和赵佩如搭配相声

常宝堃（1922年4月—1951年4月23日），男，北京人。中国相声表演艺术家，第六代相声演员。艺名“小蘑菇”。

## 生平
1951年参加第一届中国人民赴朝鲜慰问团，4月23日战死。天津市人民政府授予他人民艺术家、革命烈士的称号。

## 主要作品
- 《牙粉袋儿》
- 《新灯谜》
- 《思想问题》
- 《卖估衣》
- 《四省话》
- 《闹公堂》
- 《打桥票》
- 《批三国》
- 《卖挂票》
- 《改良数来宝》

## 家庭
父亲常连安，弟常宝霖、常宝霆、常宝华、常宝庆、常宝丰，子常贵田。